# Michajłowo (rejon krasninski)
Michajłowo (ros. Михайлово) – wieś (ros. деревня, trb. dieriewnia) w zachodniej Rosji, w osiedlu wiejskim Mierlinskoje rejonu krasninskiego w obwodzie smoleńskim.

## Geografia
Miejscowość położona jest nad Dubrawą, 2,5 km od drogi federalnej R135 (Smoleńsk – Krasnyj – Gusino), 4,5 km od centrum administracyjnego osiedla wiejskiego (Mierlino), 12 km od centrum administracyjnego rejonu (Krasnyj), 35 km od Smoleńska, 12,5 km od najbliższego przystanku kolejowego (Wielino).
W granicach miejscowości znajdują się ulice: Jużnaja, Szkolnaja.

## Demografia
W 2010 r. miejscowość liczyła sobie 4 mieszkańców.